# Брайан Бергунью
Брайан Бергунью (фр. Bryan Bergougnoux, нар. 12 січня 1983, Ліон) — французький футболіст, що грав на позиції півзахисника, нападника. По завершенні ігрової кар'єри — тренер. З 2021 року очолює тренерський штаб команди «Евіан».
Виступав, зокрема, за клуб «Ліон», а також молодіжну збірну Франції.
Чотириразовий чемпіон Франції. Триразовий володар Суперкубка Франції.

## Клубна кар'єра
Народився 12 січня 1983 року в місті Ліон. Вихованець футбольної школи клубу «Ліон». Дорослу футбольну кар'єру розпочав 2001 року в основній команді того ж клубу, в якій провів чотири сезони, взявши участь у 36 матчах чемпіонату. За цей час чотири рази виборював титул чемпіона Франції.
Згодом з 2005 по 2018 рік грав у складі команд «Тулуза», «Лечче», «Шатору», «Лечче», «Омонія» та «Тур». Протягом цих років додав до переліку своїх трофеїв титул володаря Суперкубка Франції.
Завершив ігрову кар'єру у команді «Евіан», за яку виступав протягом 2018—2019 років.

## Виступи за збірну
Протягом 2001–2005 років залучався до складу молодіжної збірної Франції. На молодіжному рівні зіграв у 21 офіційному матчі, забив 10 голів.

## Кар'єра тренера
Розпочав тренерську кар'єру, ще продовжуючи грати на полі, 2018 року, очоливши тренерський штаб клубу «Евіан», де пропрацював з 2018 по 2019 рік.
В подальшому входив до тренерського штабу клубу «Евіан».
З 2021 року очолює тренерський штаб команди «Евіан».

## Титули і досягнення
- Чемпіон Франції (4):

«Ліон»: 2001-2002, 2002-2003, 2003-2004, 2004-2005
- Володар Суперкубка Франції (3):

«Ліон»: 2002, 2003, 2004
- Переможець Серії B:

«Лечче»: 2009-2010